# Anatole Ngamukol
Anatole Cedric Romeo N'Gamukol (Aubervilliers, 15 gennaio 1988) è un ex calciatore francese naturalizzato equatoguineano, di ruolo attaccante.

## Carriera

### Club
Cresciuto nelle giovanili dello Stade de Reims, viene aggiunto alla prima squadra nel 2007, anno in cui partecipa allo Championnat National. Esordisce tra i professionisti il 21 marzo 2008, a 20 anni, entrando nel secondo tempo della partita di Ligue 2 Stade de Reims-Angers (0-1). Con il Reims colleziona 2 presenze.
Nel gennaio 2009 firma un contratto con il Real Saragozza B. Con la squadra aragonese gioca una sola partita in Tercera División.
Il 20 agosto 2009 si trasferisce a parametro zero fino a giugno 2010 al Palencia, con il quale si classifica terzo in Segunda División B.
Nella stagione 2010-2011, disputa lo Championnat de France amateur 2 con il Roye Noyon. Nell'estate 2011 si trasferisce in Svizzera al Wil. Con il club del Canton San Gallo disputa la Challenge League, riuscendo ad andare a segno 7 volte in 27 partite.
Il 27 maggio 2012 il Thun annuncia l'ingaggio del giocatore che firma un contratto biennale con opzione di rinnovo per un'altra stagione. Esordisce in biancorosso, con la maglia numero 9, il 14 luglio in Thun-Losanna (0-0). Segna il primo gol con il Thun nella seconda giornata della Super League 2012-2013 contro lo Zurigo. Gioca una buona prima fase del campionato riuscendo a segnare 6 gol in 17 partite e attirando così le attenzioni del Grasshoppers.
Durante la sessione invernale di calciomercato, il 3 gennaio 2013 si trasferisce per 800 000 euro al Grasshoppers, con il quale esordisce da titolare il 9 febbraio contro il Servette (0-1). Il 16 febbraio mette a segno una doppietta contro lo Young Boys, partita finita 2-0 grazie alle sue reti.
Il 20 maggio 2013 vince il primo trofeo della carriera, la Coppa Svizzera, disputando da titolare la finale di Berna contro il Basilea. Con le cavallette colleziona 7 gol in 19 partite.

### Nazionale
Nell'aprile 2010 viene convocato nella Nazionale Under-20 della Guinea Equatoriale, con la quale esordisce nel ritorno della partita di qualificazione alla Coppa delle Nazioni Africane Under-20 2011 contro i pari età del Gabon.
Nel luglio 2010 viene convocato dalla nazionale maggiore per disputare un incontro amichevole contro il Benin l'11 agosto. Egli rifiuta la convocazione per poter lavorare con il club.

## Palmarès

### Club

#### Competizioni nazionali
- Coppa Svizzera: 1

Grasshoppers: 2012-2013
- Ligue 2: 1

Stade Reims: 2017-2018